# Érable plane de Lóránt út
Le Érable plane de Lóránt út (en hongrois : Lóránt úti korai juhar) constitue un monument naturel protégé, situé à Budapest et caractérisé comme d'intérêt local.